# Șerban Cantacuzino
Șerban Cantacuzino (1640 – 19 de octubre de 1688) fue príncipe de Valaquia entre 1678 y 1688, se considera que durante su mandato el principado prosperó económicamente y tuvo un mayor desarrollo cultural. Como vasallo del Imperio otomano, formó parte de la campaña de asedio contra el Sacro Imperio Romano Germánico, que terminó en la derrota otomana durante la batalla de Viena que tuvo lugar en septiembre de 1683. Como consecuencia de la derrota los otomanos tuvieron que abandonar sus dominios en la región y Cantacuzino comenzó a negociar con el emperador Leopoldo I de Habsburgo, tenía el plan de invadir Constantinopla y ser nombrado emperador.
Cantacuzino introdujo el maíz a la actual Rumania, aunque no fue ampliamente cultivado durante su reinado. Fundó la primera escuela del principado en Bucarest y bajo su patrocinio se establecieron varias imprentas para dar continuidad al idioma rumano escrito. En 1680, ordenó la traducción de La Biblia, realizada por laicos y sacerdotes ortodoxos, que más tarde se convertiría en la famosa edición rumana conocida como Biblia Cantacuzino, publicada por primera vez en Bucarest en 1688.
Murió repentinamente el 19 de octubre de 1688 y, como su hijo era apenas un niño, los boyardos nombraron como sucesor a su sobrino Constantino Brancovan. Se especula que fue envenenado por su hermano, que estaba a favor de los otomanos y en contra de los planes que el príncipe pensaba llevar a cabo con el emperador Leopoldo. Fue sepultado en el monasterio Cotroceni. Su hijo, Gheorghe Cantacuzino, gobernó Oltenia con el título nobiliario de Ban.